# Jerome Theisen

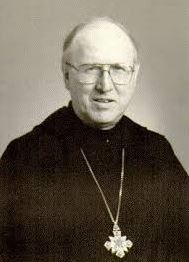
Abtprimas Jerome Theisen OSB (ca. 1992)

Jerome Theisen OSB (* 30. Dezember 1930 in Loyal; † 11. September 1995 in Rom) war ein US-amerikanischer Geistlicher, Benediktiner und Abtprimas des Benediktinerordens.

## Leben
1951 trat er in das Noviziat der Abtei Saint John’s in Collegeville in Minnesota ein und legte am 11. Juli 1952 die Profess ab. Bis zum Bakkalaureat in Philosophie studierte er in Saint John’s und ging dann zum Theologiestudium an die Päpstliche Benediktineruniversität Sant’Anselmo nach Rom. Am 28. Juli 1957 wurde er zum Priester geweiht. Am 22. August 1979 wählte ihn das Konventkapitel zum Abt von Saint John’s. Im September 1992 wurde Abt Jerome Theisen beim Äbtekongress zum Abtprimas der Benediktinischen Konföderation gewählt.
Er starb am 11. September 1995 in Rom an einem Herzinfarkt. Am 15. September 1995 wurde für ihn in Sant’Anselmo von Kardinal Paul Augustin Mayer OSB eine Gedenkmesse gehalten und der Verstorbene anschließend in die USA nach Collegeville überführt, wo er am 18. September 1995 auf dem Klosterfriedhof der Abtei St. John’s beigesetzt wurde.

## Schriften (Auswahl)
- Mass liturgy and the Council of Trent. Collegeville 1965, OCLC 5871611.
- The ultimate church and the promise of salvation. Collegeville 1976, OCLC 463100481.
- Community and disunity, symbols of grace and sin. Collegeville 1985, ISBN 081461406X.